# Blåspetsad guldstekel
Blåspetsad guldstekel (Chrysis insperata) är en art inom släktet eldguldsteklar.

## Namn och taxonomi
Blåspetsad guldstekel beskrevs med sitt vetenskapliga namn Chrysis insperata år 1870 av Chevrier. Det svenska trivialnamnet fick arten 2019. Arten ingår i släktet eldguldsteklar (Chrysis) och familjen guldsteklar (Chrysididae).

## Utbredning
Arten är reproducerande i Sverige.